# MaxDB
MaxDB es un sistema de administración de bases de datos adquirido por la compañía SAP para usarse como un repositorio de datos para las aplicaciones de SAP. Desde su adquisición fue nombrado SapDB y, posteriormente, renombrado a MaxDB por MySQL AB. Antes de SapDB, la base de datos pasó por otros nombres. Originalmente, se llamaba Adabas D, una base de datos pre-relacional.
MaxDB fue liberado desde la versión SapDB 7.2 y es de uso gratuito en ambientes no SAP. Como consecuencia de su adquisición por parte de MySQL AB, MaxDB está bajo licencia GPL y las interfaces de programación están bajo licencia LGPL.
Desde la versión 7.5 en adelante SapDB fue adquirido por MySQL AB, la misma compañía que desarrolla la base de datos de código abierto MySQL, aunque el desarrollo todavía está a cargo de SAP AG.